# Carlos Carbonell
Carlos Carbonell Gil (ur. 12 maja 1995 w Walencji) – znany jako Tropi, hiszpański piłkarz występujący na pozycji napastnika w Lorce.